# Associazione Calcio Novara 1945-1946
Questa voce raccoglie le informazioni riguardanti l'Associazione Calcio Novara nelle competizioni ufficiali della stagione 1945-1946.

## Rosa
| N. |                   | Ruolo | Calciatore         |
| -- | ----------------- | ----- | ------------------ |
|    | Italia (bandiera) | A     | Lanfranco Alberico |
|    | Italia (bandiera) | C     | Ambrogio Baira     |
|    | Italia (bandiera) | A     | Vittorio Barberis  |
|    | Italia (bandiera) | P     | Enrico Costanzo    |
|    | Italia (bandiera) | D     | Aldo Falzotti      |
|    | Italia (bandiera) | A     | Aldo Foglio        |
|    | Italia (bandiera) | D     | Edoardo Galimberti |

| N. |                   | Ruolo | Calciatore        |
| -- | ----------------- | ----- | ----------------- |
|    | Italia (bandiera) | C     | Giuseppe Mainardi |
|    | Italia (bandiera) | A     | Mario Panagini    |
|    | Italia (bandiera) | A     | Piero Pombia      |
|    | Italia (bandiera) | D     | Francesco Rosetta |
|    | Italia (bandiera) | P     | Celestino Russova |
|    | Italia (bandiera) | C     | Remo Versaldi     |
|    | Italia (bandiera) | C     | Carlo Villa       |